# Lee Nguyen
Lee Nguyen, född 7 oktober 1986, är en amerikansk fotbollsspelare (mittfältare) som spelar för Ho Chi Minh City. Nguyen har både amerikanskt och vietnamesiskt medborgarskap.

## Karriär
Den 19 november 2019 valdes Nguyen av Inter Miami i expansionsdraften i MLS. Den 8 september 2020 blev han klar för en återkomst i New England Revolution.
I december 2020 värvades Nguyen av vietnamesiska Ho Chi Minh City.